# 인텔 퀵 싱크 비디오
인텔 퀵 싱크 비디오(영어: Intel Quick Sync Video)는 인텔의 자사 일부 CPU에 탑재된, 하드웨어 가속을 통한 영상 인코딩 및 디코딩 기술이다. 2011년 1월 9일, 샌디브리지 CPU 마이크로아키텍처와 함께 발표되었다.
퀵 싱크 기술은 속도 덕분에 주목을 받아왔는데, 범용 GPU를 통해서 영상을 인코딩하는 방식과 달리, 퀵 싱크 기술은 프로세서 다이에 내장된 영상 처리 전용 하드웨어 코어를 통해 영상을 인코딩하므로 더욱 빠르고 전력 효율적인 영상처리를 가능하게 한다.
그러나, 다른 하드웨어 기반 영상 가속 기술과 마찬가지로 영상 품질보다 속도에 주안점을 두어 CPU를 통한 인코딩 결과물보다 낮은 품질의 결과물을 만든다.